# 4e corps d'armée (Empire allemand)
Le 4e corps d'armée est une grande unité de l'armée prussienne qui existe de 1818 à 1919.

## Histoire

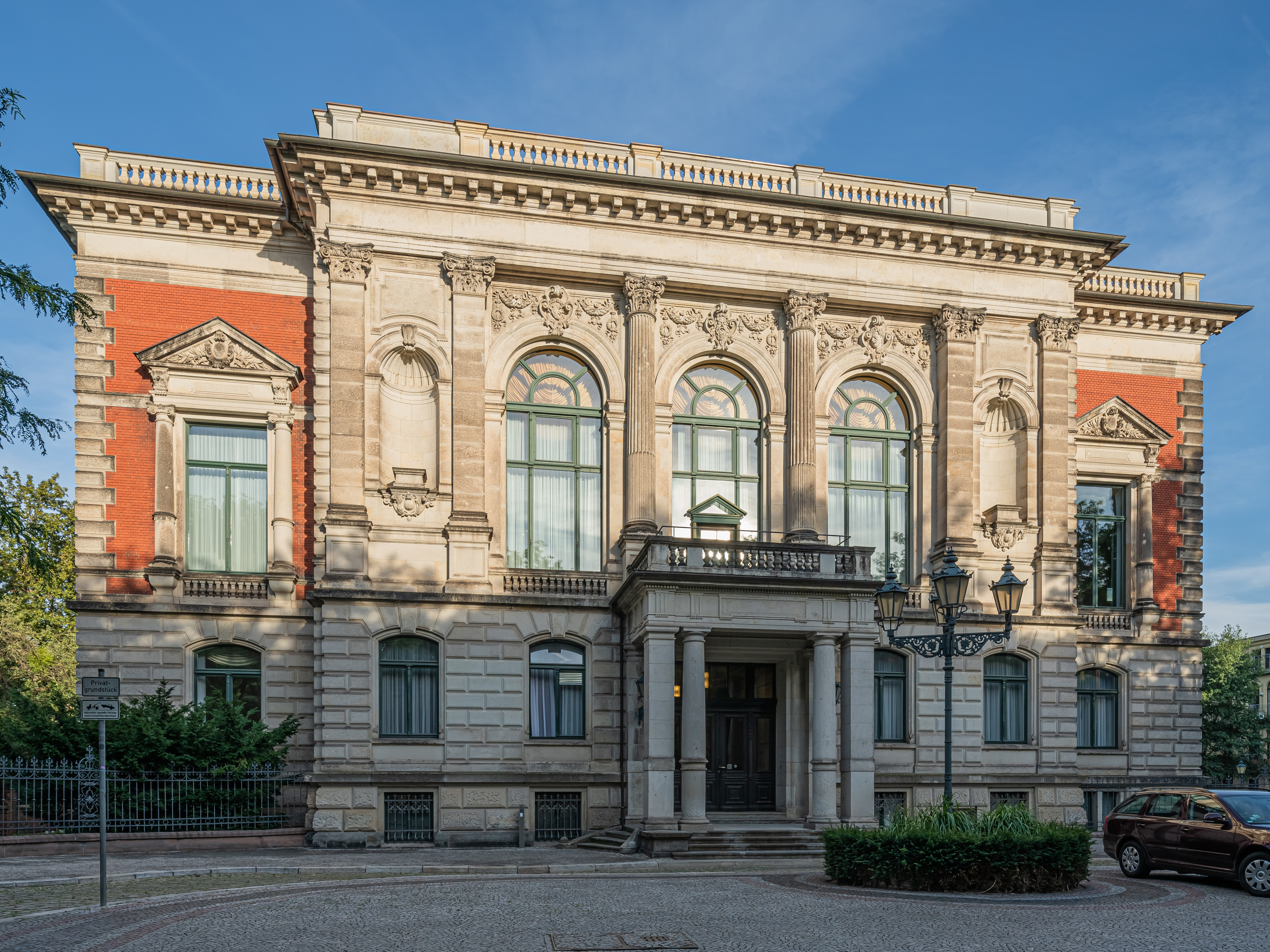
Le Palais am Fürstenwall, bâtiment de service du commandement général à Magdebourg, aujourd'hui Chancellerie d'État

Le corps est créé le 30 août 1818 à partir du commandement général existant auparavant dans le duché de Saxe. Le commandement général se trouve d'abord à Magdebourg. De 1822 à 1826, il se trouve à Erfurt, puis de nouveau à Magdebourg et, à partir de 1836, à Berlin. En 1848, il est à nouveau transféré à Magdebourg et reçoit le 22 août le major Helmuth von Moltke, alors en poste, comme chef d'état-major général. Le 4e corps d'armée disposet d'une maison de convalescence à Bad Suderode.

### Crise de l'État fédéral
Lors de la crise d'automne de 1850 concernant le rôle de la puissance dirigeante en Allemagne dans la question de la création d'un État (fédéral) allemand, la mobilisation du 4e corps d'armée est ordonnée le 5 novembre par le roi Frédéric-Guillaume IV, qui agit avec retenue, après une invasion austro-bavaroise en Hesse. Moltke écrit encore la veille dans une lettre : « Qu'elle [la mobilisation] ne soit pas ordonnée avant que l'on ne soit également décidé à frapper vraiment ». Son souhait va se réaliser : « 24 semaines plus tard, le 4e corps d'armée était en marche et avait quitté toutes ses garnisons. [...] L'ensemble de l'instruction sur la mobilisation était illusoire et devait être remplacé par d'innombrables dispositions spéciales ».
« La défaite diplomatique de la Prusse à Olmütz l'affecta particulièrement : la mobilisation de l'armée prussienne était restée une vaine démonstration, le roi n'était pas décidé à frapper. [...] Mais le chef de corps en lui constatait sobrement et objectivement les défauts et les insuffisances qui s'étaient manifestés lors de la mise en route de la machine de mobilisation ».
Le corps conserve son siège à Magdebourg jusqu'à sa dissolution en 1919. Jusqu'au début de la Première Guerre mondiale, il dépend de la VIe inspection de l'armée (de).

### Guerre franco-allemande

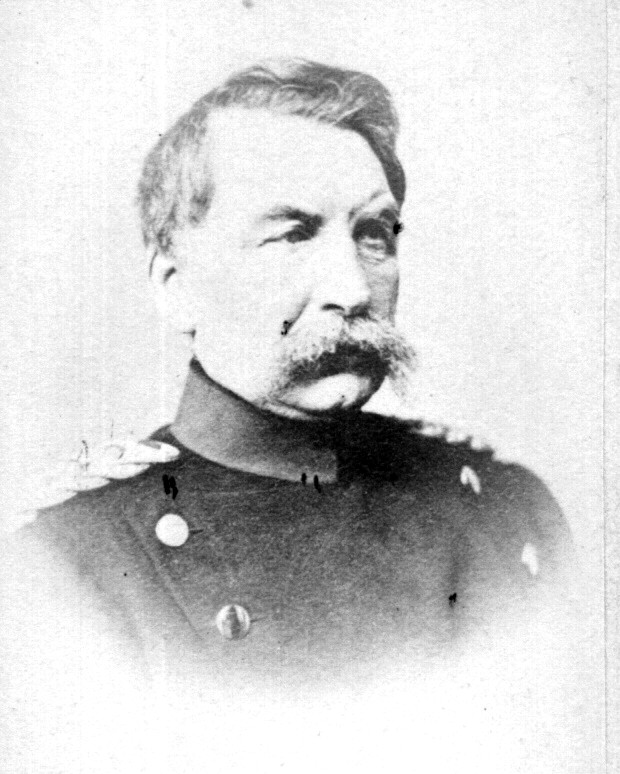
Général Gustav von Alvensleben (1803–1881)

Lors de la guerre franco-allemande de 1870, le corps d'armée se trouve sous les ordres du général d'Alvensleben dans la formation de la 2e armée du prince Frédéric-Charles de Prusse. Le chef d'état-major général est le colonel von Thile, la 7e division est sous les ordres du lieutenant-général Groß von Schwarzhoff, la 8e division est dirigée par le lieutenant-général von Schoeler. Le corps d'armée est rassemblé dans la région de Mannheim jusqu'au 29 juillet. Le 10 août, la 2e armée atteint la ligne Saint-Avold-Sarre-Union. Les corps d'armée subordonnés de l'armée traversent la Sarre et atteignent le 13 août la ligne au sud de Remilly (3e et 9e corps en avant). Le 4e corps suit avec retard l'armée sur Château-Salins et atteint la Seille le 14 août. Le 19 août, le 4e corps se trouve dans la région de Toul et est envoyé en renfort avec le corps de la Garde, les 5e et 6e divisions de cavalerie et le 12e corps saxon. Le 12e corps est affecté à l'armée de la Meuse nouvellement formée sous le commandement du prince héritier Albert de Saxe. Le 26 août, l'armée atteint avec le 12e corps le secteur de Varennes. Le 18 août, l'armée française quitte Varennes avec le 1er corps, puis le 4e corps dans la région au sud de Clermont, le corps de la garde se trouvant au nord de Dombasle. Le 30 août 1870, le 4e corps avec la 8e division avance à l'ouest de Nouart-sur-Beaumont. La 16e brigade sous les ordres du colonel von Scheffler surprend le Ve corps français lors de la bataille de Beaumont. Le corps du général Failly se retrouve pris en tenaille entre le 4e corps, aile gauche de l'armée de la Meuse, et le 1er corps, aile droite de la 3e armée allemande. Les Français tentent en vain de se regrouper sur les hauteurs du Mont de Brune et près de Villemonty, mais sont battus. La 7e division attaque avec la 14e brigade sous les ordres du général-major von Zychlinski contre le Mont de Brune et prend d'assaut Mouzon sur la Meuse. Le 31 août, la 3e armée traverse la Meuse et atteint la zone située à 5 km au sud-est de Sedan. Le matin du 1er septembre, les Bavarois franchissent la Meuse et s'infiltrent dans la localité de Bazeilles. Le 4e corps intervient également lors de la bataille de Sedan et peut reprendre le faubourg de Balan.
Après la capitulation française à Sedan, l'armée de la Meuse suit la progression de la 3e armée vers Paris. Le 16 septembre, le 4e corps, aile droite, atteint Nanteuil, le 12e corps, aile gauche, entre Lyy et Marseille. Le 9e corps, en tant qu'aile gauche, marche sur Lizy entre la Marne et Oury, entre les deux marche le corps de la Garde. Le 19 septembre, le siège de Paris commence, le 4e corps se voit attribuer les positions au nord de la ville entre Stains et le lac d'Enghien sur la rive droite de la Seine. Après une sortie française lors du combat de La Malmaison du 21 octobre, l'armée de la Meuse attaquée doit prolonger ses positions vers la droite. En face, les Français occupent la crête de la presqu'île de la Seine, du Mont-Valérien à Asnières, avec une artillerie renforcée et des tranchées nouvellement ouvertes. Le 19 janvier 1871, l'artillerie du 4e corps participe à la bataille du Mont Valérien par le nord, en repoussant la dernière sortie des Français. L'armistice est signé le 28 et 29 janvier, le 4e corps occupe Saint-Denis.

### Première Guerre mondiale

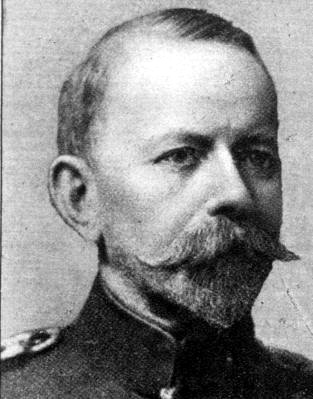
Général Friedrich Bertram Sixt von Armin (1851–1936)

Sous le commandement du général commandant Sixt von Armin, le corps rejoint la 1re armée au début de la Première Guerre mondiale, début août 1914. La 7e division est dirigée par le lieutenant-général Riedel, la 8e division par le lieutenant-général Hildebrandt, le chef d'état-major du corps est le général de division Leo von Stocken (de). Le 4e corps entre en Belgique neutre et atteint Bruxelles le 20 août. Le 23 août, il progresse via Enghien et Ath vers Harchies et Pommerœul. Pendant la bataille de Mons, la 8e division doit interrompre son attaque sur le canal Mons-Condé dans la soirée, mais plus à l'est, des éléments de la 7e division réussissent à effectuer un premier passage sur la route de Thulin menant vers le sud. Le 24 août, le corps d'armée doit également franchir le canal à l'aile droite, mais les Britanniques se sont déjà retirés. Après quelques heures de progression sur des ponts de fortune, la 8e division atteint le territoire français à Quiévrain vers midi et continue sa progression vers Valenciennes. Pendant ce temps, la 7e division atteint Angre en passant par Thulin. Le 26 août, lors de la bataille du Cateau, le corps d'armée porte le plus gros du combat face au 2e corps anglais à Caudry et Inchy.
Pendant la bataille de la Marne, le groupe Sixt von Armin intervient en soutien du 4e corps de réserve à partir du 6 septembre dans la région de Mareuil-sur-Ourcq lors de la bataille de l'Ourcq. À partir du 9 septembre, le corps d'armée doit se replier sur l'Aisne via Villers-Cotterêts à la suite de la retraite complète de l'aile droite allemande. Le corps doit alors se replier avec la 8e division sur Juvigny et avec la 7e division Tartiers. Il participe à la bataille de l'Aisne à partir du 13 septembre au sud de la rivière entre Vic-Fontenoy. Pendant la course à la mer, le corps d'armée se trouve à partir de début octobre 1914 auprès de la 6e armée à l'est d'Arras. De longues années de guerre de position suivent dans la région de Lens. Le corps affronte le 21e corps français lors de la bataille de l'Artois en juin 1915 et, après son transfert en septembre 1915, le 4e corps britannique lors de la bataille de Loos. Lors de ces combats défensifs, il se voit attribuer au printemps la 117e division d'infanterie à Hulluch et la 123e division d'infanterie à Souchez.
Pendant la bataille de la Somme, le corps prend en charge à la mi-juillet 1916 une nouvelle section de front dans la région au sud-ouest de Bapaume auprès de la 2e armée (zone de commandement de l'AOK 1 à partir du 19 juillet). La 7e division défend la région de Pozières, la 8e division à la traîne s'engage alors dans la contre-attaque afin de récupérer la forêt de Delville perdue dans la région de Longueval. L'avancée trop lente des réserves britanniques permet de stabiliser à nouveau le front, avec l'aide du corps d'armée. Après deux semaines d'engagement sur le terrain d'attaque principal des Britanniques, le commandement général est remplacé par le 9e corps de réserve (groupe Boehn) et libère à son tour le 1er corps de réserve bavarois, amené durant l'été dans la région d'Arras.
Après le retour du 4e corps d'armée dans son ancienne zone de combat à La Bassée (novembre 1916), le commandement général sous le nouveau général commandant von Kraewel est appelé groupe Loos entre le 3 avril 1917 et avril de l'année suivante. Pendant la bataille d'Arras, les troupes de Kraewel défendent l'aile nord de la 6e armée attaquée par les Britanniques et commandée par le colonel général von Falkenhausen.
À partir du 9 avril 1918, le corps est à nouveau engagé dans la formation de la 6e armée pendant l'Offensive du Printemps. Déployée dans la partie sud de la quatrième bataille des Flandres, la 4e division de remplacement (de) couvre la gauche contre Festubert. Les 18e et 43e divisions de réserve portent l'attaque au nord, et la 44e division de réserve se trouve derrière elle en tant que réserve. Après la percée des positions portugaises opposées au sud-ouest d'Armentières, les troupes allemandes réussissent à occuper Richebourg. Après l'offensive des Cent-Jours, le corps d'armée s'engage dans des combats de retraite entre le canal de la Deûle et l'Escaut. En octobre 1918, la 2e division de réserve de la Garde, la 4e division de remplacement (de) et la 36e division sont subordonnées au corps dans la région de Valenciennes.

## Structure

### 1914
- 7e division d'infanterie à Magdebourg

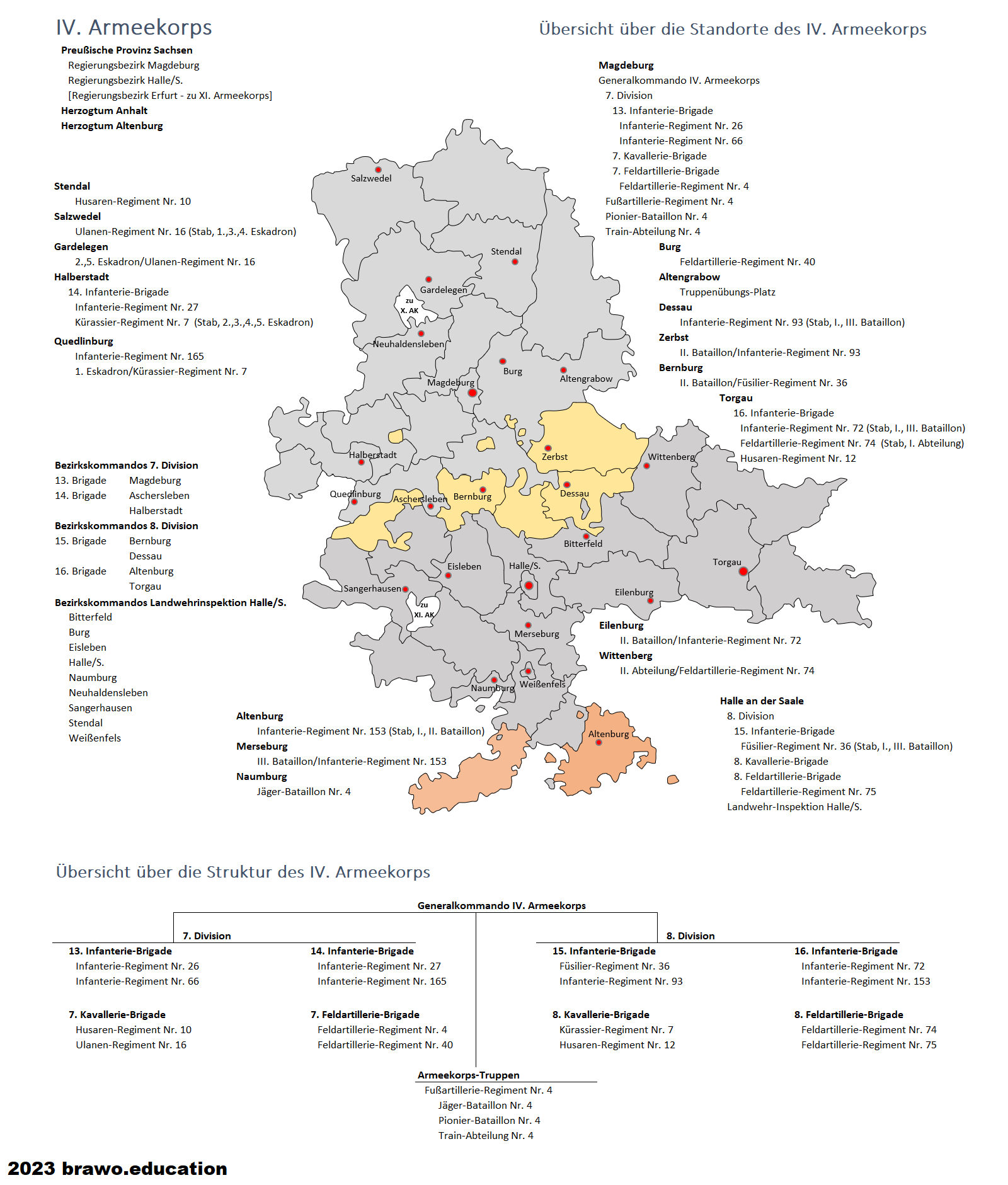
Le 4e corps d'armée, commandement général de Magdebourg

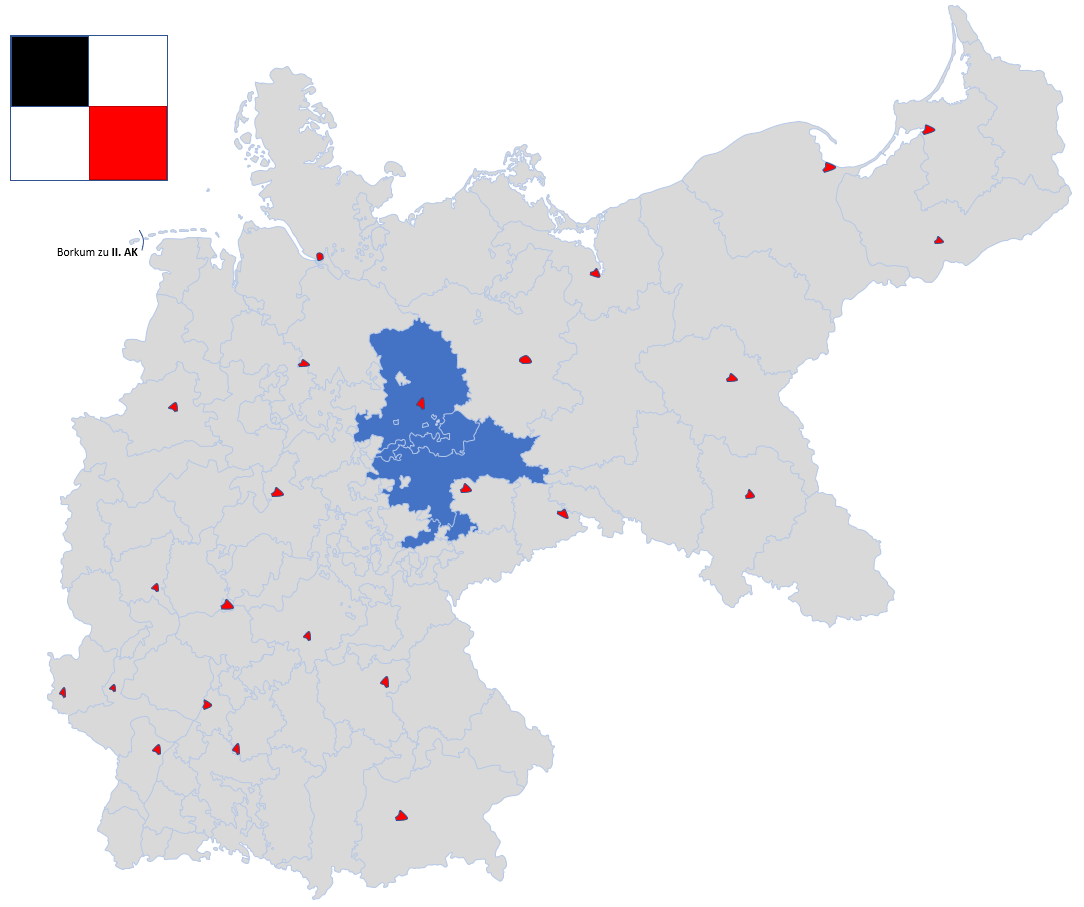
La situation du 4e corps d'armée au sein de l'Empire allemand, 1914

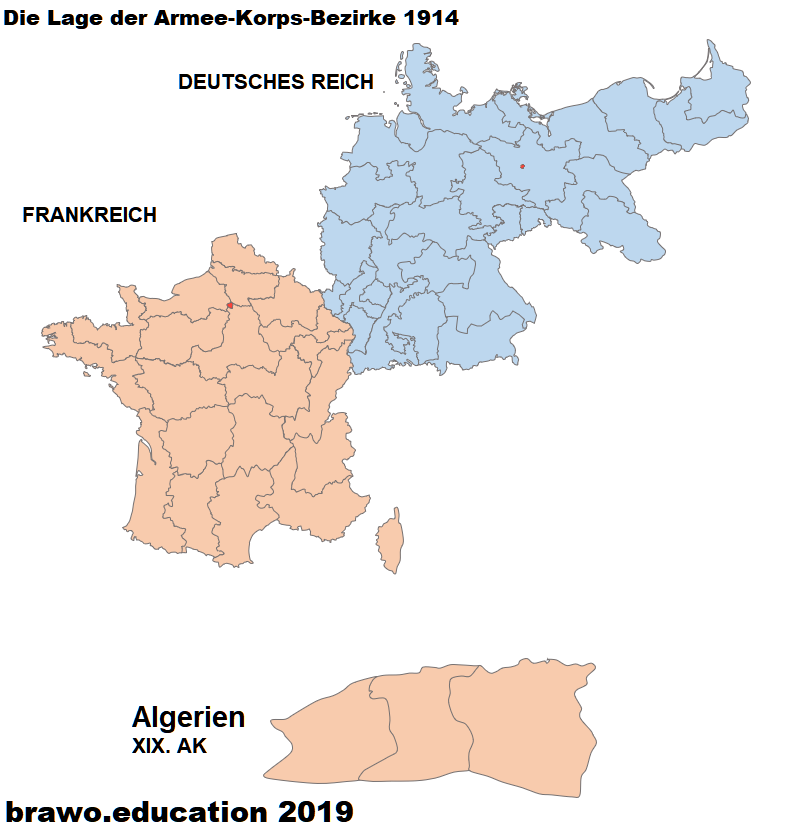
1914 - Situation des districts de corps d'armée dans l'Empire allemand (25 corps d'armée) et en France (21 corps d'armée)

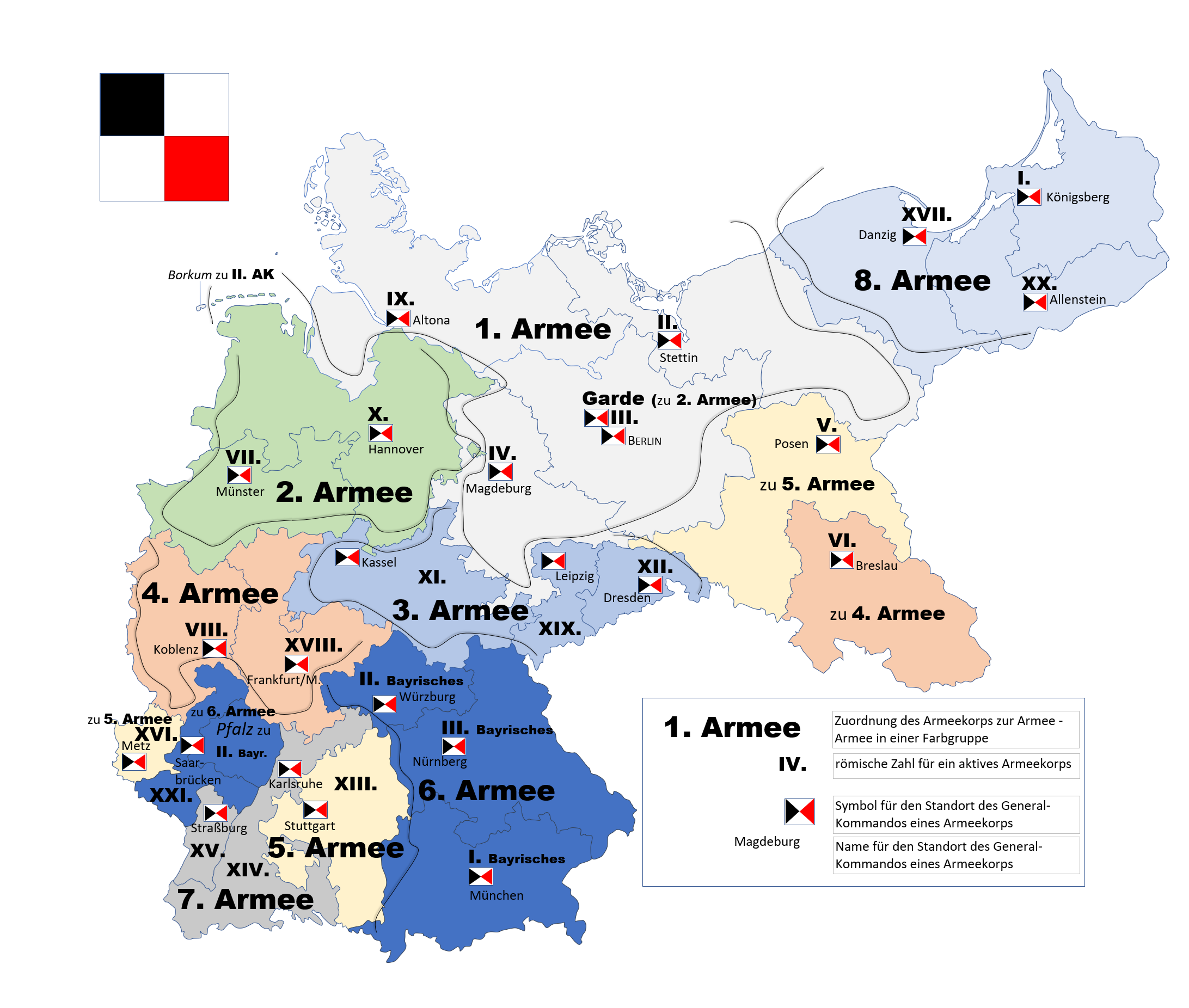
1914 : Attribution des corps d'armée allemands aux armées

- 8e division d'infanterie à Halle-sur-Saale
- 4e bataillon de chasseurs à pied à Naumbourg (Saale)
- 4e régiment d'artillerie à pied (de) à Magdebourg
- 4e bataillon du génie magdebourgeois (de) à Magdebourg
- 4e bataillon du train magdebourgeois à Magdebourg

## Général commandant
Le commandement général, en tant qu'autorité de commandement du corps d'armée, était placé sous la direction du général commandant.
| Grade                                                       | Nom                              | Date                                 |
| ----------------------------------------------------------- | -------------------------------- | ------------------------------------ |
| General der Infanterie                                      | Friedrich Kleist von Nollendorf  | 3 octobre 1815 - 4 mars 1821         |
| Generalleutnant                                             | Friedrich Wilhelm von Jagow      | 5 mars 1821 - 3 septembre 1830       |
| Generalleutnant                                             | Georg von Hake                   | 4 septembre 1830 - 30 juin 1832      |
| General der Infanterie                                      | Friedrich Wilhelm von Jagow      | 1er juillet 1832 - 29 mars 1836      |
| Generalleutnant/General der Infanterie                      | Charles de Prusse                | 30 mars 1836 - 4 mars 1848           |
| Generalleutnant                                             | August von Hedemann              | 5 mars 1848 - 6 février 1852         |
| Generalleutnant                                             | Wilhelm von Radziwill            | 19 février 1852 - 22 mars 1852       |
| Generalleutnant/General der Infanterie                      | Wilhelm von Radziwill            | 23 mars 1852 - 2 juin 1858           |
| Generalleutnant/General der Infanterie                      | Hans Wilhelm von Schack          | 3 juin 1858 - 25 septembre 1866      |
| Generalleutnant/General der Infanterie                      | Gustav d'Alvensleben             | 30 octobre 1866 - 1er octobre 1871   |
| Generalleutnant                                             | Leonhard von Blumenthal          | 2 octobre 1871 - 21 mars 1872        |
| Generalleutnant/General der Infanterie/Generalfeldmarschall | Leonhard von Blumenthal          | 22 mars 1872 - 12 avril 1888         |
| Generalleutnant/General der Infanterie                      | Wilhelm von Grolman              | 17 avril 1888 - 21 mars 1899         |
| General der Kavallerie                                      | Carl von Hänisch                 | 22 mars 1889 - 31 août 1897          |
| General der Infanterie                                      | Richard von Klitzing (de)        | 1er septembre 1897 - 26 janvier 1903 |
| General der Infanterie                                      | Paul von Hindenburg              | 27 janvier 1903 - 19 mars 1911       |
| General der Infanterie                                      | Friedrich Bertram Sixt von Armin | 20 mars 1911 - 24 février 1917       |
| Generalleutnant                                             | Richard von Kraewel              | 25 février 1917 - 19 décembre 1918   |
| General der Infanterie                                      | Kuno Arndt von Steuben           | 20 décembre 1918 - 29 janvier 1919   |
| Generalleutnant                                             | Johannes von Malachowski         | 30 janvier 9 février 1919            |
| Generalleutnant                                             | Alfred von Kleist                | 10 février - 7 juillet 1919          |